# Acanthochondria laemonemae
Acanthochondria laemonemae – gatunek widłonoga z rodziny Chondracanthidae. Nazwa naukowa tego gatunku skorupiaków została opublikowana w 1959 roku przez belgijskiego zoologa-oceanologa André Caparta.